# Günther Anders

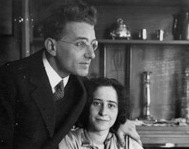
Günther Anders mit Hannah Arendt (ca. 1929)

Günther Anders (bürgerlich Günther Siegmund Stern; geboren am 12. Juli 1902 in Breslau; gestorben am 17. Dezember 1992 in Wien) war ein deutsch-österreichischer Philosoph, Dichter und Schriftsteller.
Anders beschäftigte sich mit den ethischen und technischen Herausforderungen seiner Zeit; sein Hauptthema war die Zerstörung der Humanität. Dabei war er Mitbegründer und führende Persönlichkeit der Anti-Atomkraft-Bewegung, dezidierter Technikkritiker und Medienphilosoph und ist auch als Verfasser von Erzählungen und Gedichten hervorgetreten. Ungeachtet seiner Distanzierung von der wissenschaftlichen Hochschulphilosophie werden Anders Schriften an Universitäten als Forschungsgegenstand wahrgenommen und in zahlreichen Diplomarbeiten und Dissertationen behandelt.
Von 1929 bis 1937 war er mit der politischen Philosophin Hannah Arendt (1906–1975) verheiratet.

## Leben

### Jugend, Studium, Journalismus und Namenswechsel

Günther Sterns Familie vor 1914

Günther Sterns Eltern waren die jüdisch-deutschen Psychologen William Stern und Clara Stern. In ihrem Standardwerk Psychologie der frühen Kindheit finden sich viele Beobachtungen über Günther und seine Schwestern Hilde Marchwitza und Eva Michaelis-Stern. 1915 zog die Familie von Breslau nach Hamburg. Während des Ersten Weltkriegs erlebte Günther Stern als 15-Jähriger die erste prägende Zäsur seines Lebens, als er auf der Fahrt zu einem Ernteeinsatz von Schülern in Frankreich erstmals verstümmelte Soldaten sah:

„Unterwegs, auf einem Bahnhof, wohl in Lüttich, sah ich eine Reihe von Männern, die sonderbarerweise an den Hüften anfingen. Das waren Soldaten, die man auf ihre Stümpfe gestellt und an die Wand gelehnt hatte. So warteten sie auf den Zug in die Heimat.“

Dieses Erlebnis und die ersten Erfahrungen mit Antisemitismus (Anders wurde von nationalistischen Mitschülern gemobbt) führten zu Günther Sterns Wandlung zum Pazifisten, Moralisten und Befürworter des Völkerbundes. Schon 1917 gründete er mit zwei Jugendfreunden Europa Unita, den Bund für ein vereinigtes Europa ohne Grenzen:

„Bei Kerzenlicht übermalten wir auf einer Karte von Europa mit weißer Farbe die Grenzen und schnitten uns E. U. in die Handflächen. Wir bluteten wie die Schweine und rannten zur Krankenschwester, einer Elsässerin. Die verstand sofort und wurde das dritte Mitglied. Durch dieses Erlebnis wurde ich zum Moralisten gemacht.“

Stern studierte Philosophie bei Ernst Cassirer, Martin Heidegger und Edmund Husserl. Er promovierte 1923 bei Husserl an der Universität Freiburg über Phänomenologie. Nach dem Studium lebte Anders einige Jahre von philosophisch-essayistischen Vorträgen, journalistischer und belletristischer Arbeit für Fachzeitschriften, Radiosender und Zeitungen von Paris bis Berlin.
Beim Berliner Börsen-Courier schrieb Stern derart viele Beiträge, dass der Chef des Feuilletons, Herbert Ihering, dem Verfasser vorschlug, ein Pseudonym zu benutzen, damit nicht die Hälfte aller Artikel unter einem einzigen Namen erschienen. Günther Stern wählte den Namen Günther Anders. Später nutzte er ausschließlich diesen Namen für seine Veröffentlichungen.

### Ehe mit Hannah Arendt
Günther Stern lernte Hannah Arendt 1925 als Philosophie-Studentin in Marburg kennen, und beide zogen in Berlin im Jahr 1929 schon vor ihrer Heirat zusammen. 1929 lebten sie für kurze Zeit in Nowawes. Ihre Ehe währte bis 1937, und Arendt hieß in dieser Zeit Stern. Nach einem kurzen Aufenthalt in Heidelberg lebte das Ehepaar ein Jahr in Frankfurt am Main. Stern arbeitete in dieser Zeit vor allem an einer systematischen philosophischen Anthropologie. Es gelang ihm zunächst bei Max Wertheimer, Paul Tillich und Karl Mannheim Interesse an seiner Habilitation zur Philosophie der Musik zu wecken. Es gibt Gerüchte, dass Theodor W. Adorno wegen einer vermeintlichen Heidegger-Nähe Sterns und aus qualitativen Gründen heftigen Einspruch gegen dessen Arbeit erhoben habe und die Habilitation bei Tillich in Frankfurt deshalb gescheitert sei.  Jedenfalls zog das Ehepaar wieder nach Berlin. 1979, im Gespräch mit Mathias Greffrath, berichtete Anders, dass er 1930 von den Wissenschaftlern vertröstet worden sei: „Jetzt kommen erst einmal die Nazis dran für ein Jahr oder so. Wenn die dann abgewirtschaftet haben, werden wir Sie habilitieren.“

### Exil in Paris
Günther Anders nahm die Ankündigungen Hitlers und Anfänge der Judenverfolgung durch die Nationalsozialisten sehr ernst, flüchtete im März 1933 kurz nach dem Reichstagsbrand aus Deutschland und lebte drei Jahre im Exil in Paris. Noch im selben Jahr wurde ihm als Jude die Reichsbürgerschaft aberkannt. Diese Ausbürgerung hätte seiner Meinung nach die spätere Bundesrepublik Deutschland oder die DDR von sich aus revozieren müssen, was aber nicht geschah. Die Machtergreifung Hitlers und die Meldung über die Einrichtung von Konzentrationslagern nannte Anders die zweite große Zäsur seines Lebens: er wurde zum ausgeprägt politischen Intellektuellen und Schriftsteller.
Hannah Arendt, die ihm kurze Zeit später ins Exil nach Paris folgte, brachte ihm das Typoskript seines Romans Die molussische Katakombe nach Paris mit. „Inhalt des Buches war die Mechanik des Nationalsozialismus“; seinen Rahmen bildet die Situation zweier Häftlinge in finsterem Verlies, deren älterer dem jüngeren die Überlieferung des Widerstandes der Paria gegen die totalitäre Herrschaft erzählt. Der Versuch, das Buch im einzigen dafür in Frage kommenden deutschsprachigen Verlag in Paris zu veröffentlichen, scheiterte, nach Anders’ Darstellung, an dem gleichfalls aus Berlin geflüchteten Lektor Manès Sperber, damals ein Partei-Kommunist, der es, so behauptete später Anders, mit der Frage „Und das halten Sie für linientreu?“ ablehnte. Auch die im Frühjahr 1933 in Paris entstandene Novelle Learsi über die Außenseitersituation der deutschen Juden wurde nicht verlegt. Allein der Vortragstext Pathologie de la liberté (Pathologie der Freiheit) erschien in zwei Teilen 1935/36 in der Fachzeitschrift Recherches Philosophiques. Jean-Paul Sartre sagte dazu, der Text habe Einfluss auf die Entstehung des Existentialismus gehabt.
Ein Onkel zweiten Grades von Günther Anders, Walter Benjamin, wurde von Hannah Arendt unterstützt, als er ebenfalls 1933 nach Paris ins Exil ging und dort mit Armut rang; zwischen ihnen ist ein reger Briefwechsel erhalten.
Während Arendt durch ihre Arbeit für zionistische Flüchtlingsorganisationen Geld verdiente, konnte Anders im Pariser Exil kaum etwas zum gemeinsamen Lebensunterhalt beitragen. Unter anderem wegen der wirtschaftlich und menschlich schweren Bedingungen des gemeinsamen Lebens im Quartier Latin zerbrach die Ehe schließlich. Schon vor der Scheidung 1937 hatte Arendt ihren späteren zweiten Ehemann Heinrich Blücher kennen gelernt.

### Emigration in die USA
Aus Sorge vor dem sich anbahnenden neuen Weltkrieg reiste Günther Anders 1936 weiter nach New York. Anders’ Vater, der Professor in North Carolina geworden war, unterstützte ihn in der ersten Zeit. Anders bekam Schwierigkeiten mit der US-Bürokratie, die ihn bereits vor der McCarthy-Ära als Linken verdächtigte. Die Einbürgerungspapiere erhielt er erst nach vielen Jahren.
Vielerlei Gelegenheitsarbeiten prägten die folgenden vierzehn Jahre im amerikanischen Exil. Er schrieb allerdings auch Artikel für die deutschsprachige jüdische Zeitschrift Aufbau und veröffentlichte Gedichte und Kurzgeschichten in der Austro-American Tribune. Günther Anders war Hauslehrer bei Irving Berlin, versuchte sich mehrfach erfolglos als Drehbuchautor in Hollywood, war in einem Museum angestellt, arbeitete zeitweise im Kostüm-Fundus eines Filmateliers und in Fabriken in Los Angeles. Über seine Schilderungen in den Tagebüchern hinaus hat er die Erfahrungen dieser Zeit in sein Hauptwerk Die Antiquiertheit des Menschen einfließen lassen.
Um eine Stelle beim damaligen Office for War Information (OWI) anzutreten, kehrte er aus Kalifornien nach New York zurück. Diese Regierungsbehörde stellte Informationen in vielen Sprachen zusammen, die in dem von den Nationalsozialisten besetzten Europa über Rundfunk verbreitet wurden. Nach mehreren Monaten stellte Anders seine Tätigkeit mit der Begründung ein, er sei nicht vor dem Faschismus geflohen, um nun amerikanische faschistische Broschüren für Deutschland herzustellen.
Schließlich bekam Anders doch noch eine akademische Anstellung als Dozent (Lecturer). An der New Yorker New School for Social Research hielt er Vorlesungen zur Philosophie der Kunst. Seine Vortrags- und Seminarreihe umfasste Interpretationen von Rembrandts Gemälde Segen Jakobs ebenso wie Analysen von Liedern Franz Schuberts. Die Studenten mit ihrer ständigen Belastung durch Prüfungen waren durch die Breite von Anders’ Vorlesungen überfordert. Günther Anders selbst vermutete als einen Grund für die Verständnisschwierigkeiten eine Störung der Spontaneität der Studenten durch eine in den 1940er Jahren in manchen akademischen Kreisen übliche psychoanalytisch oder besser: vulgärpsychoanalytisch geprägte Ausdrucksweise.
Im amerikanischen Exil setzte sich Anders intensiv mit der Philosophie Heideggers auseinander. Insbesondere bemühte er sich um eine kritische, historische Kontextualisierung derselben und veröffentlichte dazu 1946/47 in den Temps Modernes, sowie 1946 bzw. 1948 die Aufsätze Nihilismus und Existenz und On the Pseudo-Concreteness of Heidegger’s Philosophy.

### Nachkriegszeit

#### Hiroshima und Nagasaki
Der Abwurf der Atombombe über Hiroshima am 6. August 1945 markierte den dritten Wendepunkt in Anders’ Leben. Er habe als Schriftsteller jahrelang nicht darauf reagieren können, weil mein Vorstellen, Denken, mein Mund und meine Haut vor der Ungeheuerlichkeit der Ereignisse streikte, während er intellektuell verstanden habe, dass es nun möglich sei, das gesamte Leben auf der Erde auszulöschen. Erst nachdem er 1950 dauerhaft nach Europa zurückgekehrt war, gelang ihm eine Darstellung des Ereignisses im Kapitel Über die Ursachen unserer Apokalypseblindheit im ersten Band von Die Antiquiertheit des Menschen.
Anders war zusammen mit Robert Jungk einer der maßgeblichen Initiatoren der internationalen Bewegung gegen Kernwaffen und fuhr 1958 zum Jahrestag der Abwürfe nach Hiroshima und Nagasaki. Seine Erlebnisse und Gedanken dort schilderte er in seinem 1959 veröffentlichten Essay Der Mann auf der Brücke. Der Schriftsteller begann 1959, durch einen Artikel in Newsweek angeregt, einen Briefwechsel mit dem ehemaligen Luftwaffenpiloten Claude Eatherly, der die Wetterbedingungen über Hiroshima erkundet hatte und sich so als Mitverantwortlicher schuldig und von den Tausenden von Toten verfolgt fühlte und zwei Suizidversuche unternommen hatte. Anders nahm die Schuldgefühle Eatherlys ernst und reagierte ungehalten auf ein kritisches Buch des Journalisten William Bradford Huie.

#### Weitere Ehen
Von 1945 bis 1955 war Anders mit der österreichischen Schriftstellerin Elisabeth Freundlich verheiratet, die er als Redakteurin des Feuilletons der Austro-American Tribune in New York kennengelernt hatte. Mit ihr zog er 1950 in ihre Heimatstadt Wien. Sie wohnten zuerst bei den Eltern der Brüder Christian und Engelbert Broda. Durch Vermittlung Christians erhielten sie rasch die österreichische Staatsbürgerschaft (im Falle von Elisabeth Freundlich: zurück).
In dritter Ehe heiratete er 1957 die amerikanisch-jüdische Konzertpianistin Charlotte Zelka (eigentlich: Zelkowitz), die 1972 die Lebensgemeinschaft damit beendete, dass sie von einer Besuchsreise zu ihrer Familie nicht mehr aus den USA zu ihm zurückkehrte und ihm das auch mitteilte. Die Ehe wurde nicht geschieden. Der Kontakt zu Anders beschränkte sich nach der Trennung auf Briefe, Telefonate und gelegentliche Besuche, auch bei Elisabeth Freundlich, zu deren Gunsten sie eine notarielle Verzichtserklärung auf die künftige Hinterlassenschaft von Günther Anders hinterlegte.
In den späten 1980er Jahren wohnte der Schriftsteller, behindert durch eine schmerzhafte Polyarthrose, wieder bei Freundlich und führte mit der nahezu Erblindeten einen gemeinsamen Haushalt.

#### Freier Schriftsteller

##### 1950 bis 1968
Günther Anders lebte ab 1950 dauerhaft in Wien, da ihm weder die Bundesrepublik Deutschland Konrad Adenauers noch Walter Ulbrichts DDR zusagten. Die ihm von Ernst Bloch angetragene Professur für Philosophie an der Universität Halle schlug er aus, da er schon seit Freiburger Tagen unter Allergie gegen stereotype philosophische Schulausdrücke litt. Er zog es vor, als freiberuflicher Schriftsteller zu arbeiten, für den Rundfunk zu schreiben und Theaterstücke zu übersetzen.
Sein Buch Kafka: Pro und Contra. Die Prozeß-Unterlagen, das 1951 bei C. H. Beck erschienen war, öffnete Anders die Tür u. a. zur Münchener Zeitschrift Merkur, deren Herausgeber Hans Paeschke mehrere Kapitel des ersten Bandes seines Hauptwerks Die Antiquiertheit des Menschen vorabdruckte. Einen Ruf auf einen Lehrstuhl an der Freien Universität Berlin schlug Günther Anders 1959 aus. 1961 bzw. 1962 veröffentlichte er Bücher über George Grosz und Bertolt Brecht, die er beide in seiner Berliner Zeit und im Exil persönlich kennengelernt hatte.
In dem 1964 erschienenen Wir Eichmannsöhne setzte sich Anders mit dem Holocaust auseinander. 1967 war er an Bertrand Russells Tribunal gegen Kriegsverbrechen (Russell-Tribunal) als Juror beteiligt. Sein essayistisches Werk Visit beautiful Vietnam kritisierte den Vietnamkrieg, wie es später die 68er-Bewegung auch tat.

##### 1970 bis 1992

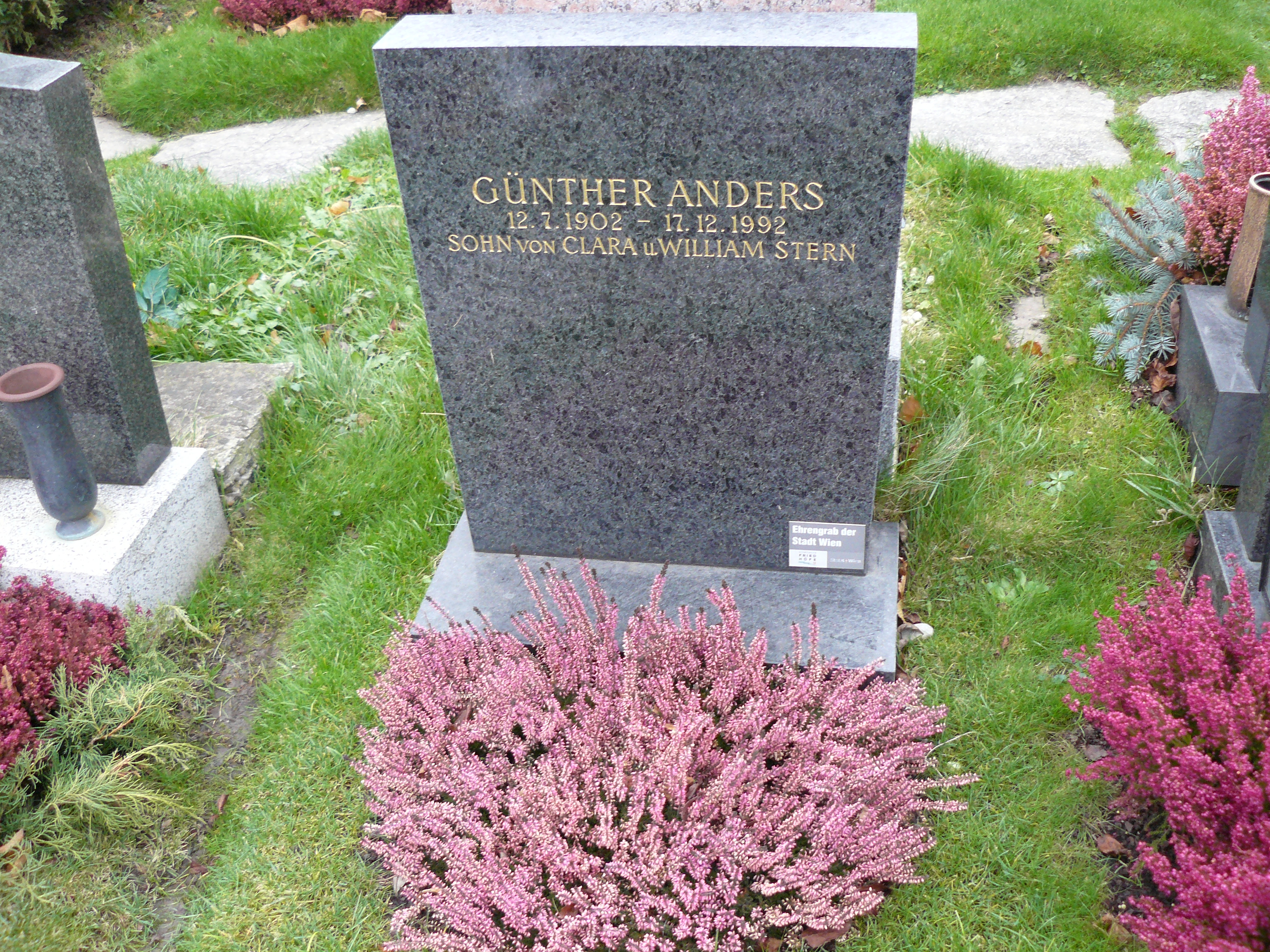
Das Grab von Günther Anders, Hernalser Friedhof in Wien.

Technikkritik übte Anders in einigen Werken seiner beiden letzten Lebensjahrzehnte: Der Blick vom Mond über die erste Mondlandung, Endzeit und Zeitenende über die Atombombe und schließlich der zweite Band seines Hauptwerks Die Antiquiertheit des Menschen sind Beispiele dafür. Das erste Buch enthält neben einer Einleitung über die drei industriellen Revolutionen insgesamt 25 Essays zur zeitgenössischen Technik und Wissenschaft und zu Definitionen und Aspekten von Arbeit und Humanität. Die Essays verbindet die Frage, inwieweit der Begriff Antiquiertheit auf bislang gültige Begriffe und Vorstellungen angewendet werden kann.
Mit seinen jüdischen Wurzeln und der Geschichte des Judentums beschäftigte sich Anders in seinem Beitrag zu dem Sammelband Mein Judentum und in Besuch im Hades. Auschwitz und Breslau 1966 mit Rückblendung 1944–1949 und Nach „Holocaust“ 1979. In den Ketzereien schilderte Anders Begegnungen und Auseinandersetzungen mit Vertretern von Religionen und Weltanschauungen. 1982 verließ er die Israelitische Kultusgemeinde Wien aus Protest gegen deren völlige Gutheißung des israelischen Libanon-Feldzuges.
Ab 1983 „hatte Anders in der Zeitschrift FORVM [...] unter ihrem damaligen (und heutigen) Herausgeber Gerhard Oberschlick [...] eine carte blanche. Was immer er wollte, konnte er dort ohne redaktionelle Eingriffe publizieren und beinahe jedes neue Heft brachte damals Erstveröffentlichungen von Anders-Texten.“
1985 lehnte Anders den Andreas-Gryphius-Preis aus politischen Gründen ab, ebenso wie 1992 die Ehrendoktorwürde der Universität Wien. Seine Haltung zur Gewaltfrage – Anders fragte, ob Attentate auf Betreiber von Atomkraftwerken legitim seien – löste intensive Diskussionen aus. Der in den 1930er Jahren aus einzelnen Geschichten kompilierte Roman Die molussische Katakombe kam erst in seinem Todesjahr 1992 in die Buchläden. In dem Roman setzte sich der Autor mit den psychologischen Mechanismen auseinander, die den Nationalsozialismus ermöglicht hatten.
Anders starb mittellos am 17. Dezember 1992 in Wien im Altenpflegeheim Confraternität im 19. Bezirk und wurde in einem ehrenhalber gewidmeten Grab auf dem Hernalser Friedhof (Gruppe U2, Nummer 31) in Wien beigesetzt. Sein Nachlassverwalter ist Gerhard Oberschlick.
Seit August 2023 befindet sich an der Freiburger Universität die Günther-Anders-Forschungsstelle, deren Eröffnung im Februar 2024 stattfand.

## Philosophie

### Methodische Ansätze
Anders nimmt an, dass einzelne Phänomene Rückschlüsse auf die gesamtgesellschaftliche Situation zulassen, so z. B. das Fernsehen oder die Atombombe. Im Unterschied zu Edmund Husserl führt er eine Zeitdimension der Phänomene an, die zeigen soll, dass sich ihr Wesen im Laufe der Zeit verändere.
Er geht davon aus, dass dem Menschen eine strukturale historische Wandelbarkeit und eine ontologische Differenz zur Welt eigen sei. Die Identität des Menschen sei also nicht ein für alle Mal festgelegt (negative Anthropologie), was die Voraussetzung für positive Freiheit und für die Schaffung einer unwandelbaren eigenen Welt bzw. Umwelt, Wissenschaft, Kunst etc. sei.

### Technikphilosophie
Seine Kritik an der Zivilisation in der Mitte des 20. Jahrhunderts setzt am Gefälle zwischen der Unvollkommenheit des Menschen und der immer größer werdenden Perfektion der Maschinen an. Dieses Phänomen nennt Anders prometheisches Gefälle. Hiermit verknüpft er die prometheische Scham, d. h. die von dem Wunsch, selbst wie eine Maschine zu sein, erzeugte Scham des Menschen angesichts der eigenen Unterlegenheit gegenüber seinen technischen Schöpfungen.
Die Diskrepanz zwischen der Leistungsfähigkeit des Menschen und der seiner Geräte werde größer, seit das Werkzeug als Verlängerung und Verbesserung menschlicher Organe durch die Maschine mit ihrer Eigendynamik ersetzt werde; dies sei der Beginn der Antiquiertheit des Menschen gewesen. Das Mensch-Sein – im Grunde das Leben überhaupt – erscheine nun als antiquierte Daseinsform; der Mensch erzeuge mittels Arbeit Produkte, mit denen er sich selbst überflüssig mache. Das benannte Gefälle zwischen dem, was der Mensch sich vorstellen, und dem, was er herstellen kann, legt eine weitere Bedeutung des Ausdrucks Antiquiertheit des Menschen nahe: Der Mensch ist Anders zufolge in seinen Möglichkeiten des Denkens, des Vorstellens antiquiert, d. h. rückständig gegenüber dem, was er herzustellen imstande ist.
Techniken sieht Anders nicht als wertneutrale Mittel zum Zweck: Durch die Vorgabe der Geräte sei ihre Anwendung bereits festgelegt. Spezifische ökonomische, soziale und politische Verhältnisse produzierten Maschinen, die ihrerseits spezifische ökonomische, soziale und politische Veränderungen nach sich zögen; Technik werde so vom Objekt zum Subjekt der Geschichte. Der Mensch aber könne die strukturelle Macht der Geräte nicht mehr erkennen, Sachzwänge emotional und kognitiv nicht mehr bewältigen und empfinde sich als mangelhaft. Die strukturelle Überlegenheit der Geräte habe sowohl positive Folgen, z. B. Erleichterung der Arbeit, als auch negative, z. B. das Verschwinden der Zielgerichtetheit von Arbeit. Der Mensch sei nunmehr ein für die Wartung zuständiger Objekthirte der Geräte geworden.

#### Fernsehen
Seine Kulturkritik zeigt sich auch an der Haltung zum Fernsehen, die er insbesondere im ersten Band von Die Antiquiertheit des Menschen ausführt. Anders postuliert, dass das Fernsehen über Sachverhalte immer nur einen Teil aussage, nie alles. Dem Menschen als Empfänger der Fernsehinformation wird Objektivität vorgegaukelt, er wird der Urteilsarbeit enthoben, ihm wird die Idee suggeriert, er könne über Abwesendes verfügen, was er als Machtzuwachs empfindet. Die Differenz zwischen Ereignis und Abbild wird laut Anders ausgelöscht, daraus folgt eine strukturelle Täuschung über die Abhängigkeit des Konsumenten von bereits gefällten Urteilen (ontologische Zweideutigkeit).
Es ist demnach gleichgültig, was gezeigt wird, relevant ist lediglich, dass es überhaupt gezeigt wird: Das Fernsehbild gibt vor, das Abbild der Realität zu sein, und wird so zum Vorbild für gerade diese Realität. Das führt zu dem Bumerang-Effekt. Der Mensch richtet sich nach dem Abbild der Wirklichkeit, und die Realität wird auf diesem Wege zu diesem verzerrten Abbild. Auf einmal stimmt, was im Fernsehen zu sehen ist: Die Lüge hat sich wahrgelogen.
Das Fernsehen produziere überdies einen bestimmten Typ des Menschen: den vereinzelten Masseneremiten. Es stelle einen negativen Familientisch dar: Es gibt nunmehr keinen gemeinsamen Mittelpunkt mehr, sondern nur noch einen individuellen Fluchtpunkt.

#### Atombombe
Anders behandelt drei Fragekomplexe:
- Was für ein Wesen, phänomenologisch betrachtet, ist die Bombe? Welche Maximen lassen sich daraus ableiten, und was bedeutet das für die Weltpolitik?
- Was bedeuten die Existenz der Bombe und das mit ihr verbundene Vernichtungspotenzial geschichtsphilosophisch für das Selbstverständnis des Menschen?
- Was hindert die Menschheit daran, die atomare Situation angemessen wahrzunehmen, welchen Verharmlosungsstrategien unterliegt sie, und wie lässt sich dieser Blindheit begegnen?

Nach Anders kann die Bombe in keine Zweck-Mittel-Kategorien eingeordnet werden: Als Mittel ist sie nur einsetzbar, wenn sie nicht eingesetzt wird, also zur Abschreckung; nicht eingesetzt wird sie, wenn jederzeit mit ihrer Einsetzbarkeit gedroht werden kann bzw. gerechnet werden muss, d. h., ihr Da-Sein ist ihr Einsatz. Die Bombe ist außerdem allmächtig: Sie erpresst alle oder keinen. Im Grunde stellt dies eine „Selbsterpressung“ der Menschheit dar. Der menschliche Traum von der Allmacht wird negativ erfüllt: Wir besitzen die Macht, der Welt ein Ende zu bereiten, und sind die Herren der Apokalypse geworden. Durch die Möglichkeit, die Menschheit auszulöschen, ist die derzeitige Epoche die letzte, denn der Einsatz der Bombe bedeutet die Vernichtung von Vergangenheit und Zukunft.
Es besteht eine Differenz zwischen der Menschheit als potentiellem Opfer und der Pluralität von Mächten, die als Täter in Frage kommen. Der Prozess der massenhaften Vernichtung des Menschen gleicht sich immer mehr der arbeitsteiligen industriellen Produktion an: Keiner tut etwas Böses, jeder nur seine überschaubare Arbeit. Dies wird deutlich in seinem Briefwechsel mit dem Hiroshima-Piloten Claude Eatherly. Das Entsetzliche wird dazu noch durch wissenschaftlichen Jargon, Fachbegriffe, Abkürzungen, falsche Vergleiche und Witze verschleiert und ernüchtert. Der Mensch ist unfähig, diese Situation und ihre immanente Gefahr angemessen wahrzunehmen und ihr kognitiv und emotional angemessen zu begegnen.

#### Moral
Die technisch veränderte Welt hat, so Anders, die bisherigen Moralformen liquidiert. Der Anspruch einer neuen Moralität und Humanität bewirkt den Fortbestand der Menschheit. Weder Moral noch Existenz der Gattung Mensch lassen sich Anders zufolge logisch begründen; Humanität hat praktisch zu sein.
Da das Produkt und seine Herstellung auseinandergerissen werden, wirft der moralische Status eines Produktes, beispielsweise Giftgas oder die Wasserstoffbombe, scheinbar keinen Schatten auf die Moral dessen, der arbeitend an dieser Produktion teilnimmt. Der Beteiligte wird somit moralisch entlastet.
Die Aufgabe unserer Epoche ist es, den Menschen der Maschine gegenüber Souveränität zu verleihen und drohende atomare und technisch induzierte ökologische Katastrophen abzuwenden. Er fordert jedoch keine blinde Technikfeindlichkeit, sondern vernünftige Reflexion und daraus folgende, notfalls auch gewalttätige Aktionen.
Der Mensch muss „moralische Phantasie“ ausbilden, also das Gefühl für die Wahrnehmung des „Undenkbaren“ schulen, um Folgen abschätzen zu können und einen universellen hippokratischen Eid ablegen zu können:

„keine Arbeiten anzunehmen und durchzuführen, ohne diese zuvor darauf geprüft zu haben, ob sie direkte oder indirekte Vernichtungsarbeiten (sind); die Arbeiten, an denen wir gerade teilnehmen, aufzugeben, wenn diese sich als solche direkten oder indirekten Vernichtungsarbeiten erweisen sollten.“

## Ehrungen
- 1936: Amsterdamer Novellenpreis der Emigration für die Novelle Der Hungermarsch
- 1962: Premio Omegna der Resistenza Italiana
- 1967: Deutscher Kritikerpreis
- 1978: Literaturpreis der Bayerischen Akademie der Schönen Künste
- 1979: Österreichischer Staatspreis für Kulturpublizistik (erster Träger, gemeinsam mit Piero Rismondo)[29]
- 1980: Preis der Stadt Wien für Publizistik
- 1983: Theodor-W.-Adorno-Preis der Stadt Frankfurt
- 1985: Andreas-Gryphius-Preis (abgelehnt)
- 1992: Ehrendoktorwürde der Universität Wien (abgelehnt)
- 1992: Sigmund-Freud-Preis für wissenschaftliche Prosa, vergeben von der Deutschen Akademie für Sprache und Dichtung

Anders ist Namensgeber des Günther Anders-Preises für kritisches Denken, der seit 2018 im Zwei-Jahres-Rhythmus von der Internationalen Günther Anders-Gesellschaft vergeben wird. Erster Preisträger war Dietmar Dath, es folgten Corine Pelluchon (2020) und Joseph Vogl (2022).

## Werke

### Prosa
- Der Blick vom Turm. Fabeln. Mit 12 Abbildungen von A. Paul Weber. C. H. Beck, München 1968, ISBN 3-406-00336-2.
  - Neuauflage: Der Blick vom Turm. Fabeln. Mit einem Nachwort von Kerstin Putz. C.H.Beck, München 2022, ISBN 978-3-406-78755-3.
  - Lizenzausgabe für die DDR: Gustav Kiepenheuer Verlag Leipzig und Weimar, 1984
- Kosmologische Humoreske. Erzählungen. Suhrkamp st 432, Frankfurt am Main 1978, ISBN 3-518-36932-6.
  - Zweite, textidentische Auflage unter: Erzählungen. Fröhliche Philosophie. Suhrkamp st 432, Frankfurt am Main 1987, ISBN wie oben.
- Mariechen. Eine Gutenachtgeschichte für Liebende, Philosophen und Angehörige anderer Berufsgruppen. C. H. Beck, München 1987, ISBN 3-406-37403-4.
- Die molussische Katakombe. Roman. C. H. Beck, München 1992, ISBN 3-406-36473-X.
  - Zweite, erweiterte Auflage. Mit Apokryphen und Dokumenten aus dem Nachlass. Hrsg. und mit neuem Nachwort versehen von Gerhard Oberschlick. C. H. Beck, München 2012, ISBN 978-3-406-60024-1.
  - La Catacombe De Molussie. Traduit par Annika Ellenberger, Perrine Wilhelm, Christophe David. L’Échappée, Paris 2021, ISBN 978-2-37309-092-5.

### Tagebücher und Erinnerungen
- Der Mann auf der Brücke. Tagebuch aus Hiroshima und Nagasaki. C. H. Beck, München 1959.
- Die Schrift an der Wand. Tagebücher 1941–1966. C. H. Beck, München 1967.
- Besuch im Hades. 1. Auschwitz und Breslau 1966. 2. Nach „Holocaust“ 1979. C. H. Beck, München 1979. ISBN 3-406-41744-2 (Teil 1 ist der zweite Teil des Buches Tagebücher 1941–1966. Hier zugefügt wurden Rückblendung und Teil 2 wie angegeben.)
- Ketzereien. C.H. Beck, München, 1982. ISBN 3-406-39265-2.
- Lieben gestern. Notizen zur Geschichte des Fühlens. C. H. Beck, München 1986. ISBN 3-406-42477-5.

### Briefwechsel und Gespräche
- Robert Jungk (Hrsg.): Off limits für das Gewissen. Der Briefwechsel zwischen dem Hiroshima-Piloten Claude Eatherly und Günther Anders. Einleitung: Robert Jungk, Vorwort: Bertrand Russell, Rowohlt, Reinbek 1961
- Bert Brecht. Gespräche und Erinnerungen. Arche, Zürich 1962. Wieder in: Mensch ohne Welt
- Wir Eichmannsöhne. Offener Brief an Klaus Eichmann. C. H. Beck, München 1964
- „Wenn ich verzweifelt bin, was geht’s mich an?“ In: Mathias Greffrath (Hrsg.): Die Zerstörung einer Zukunft. Gespräche mit emigrierten Sozialwissenschaftlern. Rowohlt, Reinbek 1979. ISBN 3-499-25123-X; Campus, Frankfurt am Main/New York 1989. ISBN 3-593-34076-3. Wieder in: Elke Schubert (1987), S. 19–53.
- Elke Schubert (Hrsg.): Günther Anders antwortet. Interviews & Erklärungen. Mit einer Einleitung von Hans-Martin Lohmann. Tiamat, Berlin 1987. ISBN 3-923118-11-2.
- Die Kirschenschlacht. Dialoge mit Hannah Arendt. Mit einem Essay von Christian Dries: Günther Anders und Hannah Arendt – eine Beziehungsskizze. Hrsg.: Gerhard Oberschlick, C. H. Beck, München 2011. ISBN 978-3-406-63278-5.
- Hannah Arendt–Günther Anders. Schreib doch mal hard facts über Dich. Briefe 1939 bis 1975, Texte und Dokumente. Hrsg. Kerstin Putz, C. H. Beck, München 2016, ISBN 978-3-406-69910-8.
- Löwith-Besprechung und Korrespondenzen von Günther Anders, Leo Löwenthal, Karl Löwith sowie von diesem: Marx´ Erklärung des Christentums als einer verkehrten Welt aus seinem von Anders besprochenen Buch Von Hegel bis Nietzsche und Mike Rottmann: „Über den Erdball getrieben..., hellhöriger als andere.“ In: sans phrase Heft 13, Herbst 2018; ça ira (Freiburg) 2018, S. 98–147. ISSN 2194-8860, ISBN 978-3-86259-913-4.
- Gut, dass wir einmal die hot potatoes ausgraben. Briefwechsel mit Theodor W. Adorno, Ernst Bloch, Max Horkheimer, Herbert Marcuse und Helmuth Plessner, herausgegeben von Reinhard Ellensohn und Kerstin Putz, C. H. Beck, München 2022, ISBN 978-3-406-79164-2.

### Philosophische und politische Schriften
- Die Rolle der Situationskategorie bei den logischen Sätzen. Erster Teil einer Untersuchung über die Rolle der Situationskategorie. Phil. Diss., Universität Freiburg, 1924
- Über das Haben. Sieben Kapitel zur Ontologie der Erkenntnis. Cohen, Bonn 1928.
- Kafka: Pro und Contra. Die Prozeß-Unterlagen. C. H. Beck, München 1951.
- Die Antiquiertheit des Menschen. Band I: Über die Seele im Zeitalter der zweiten industriellen Revolution. C. H. Beck, München 1956, ISBN 3-406-47644-9; 7. Auflage ebenda 1987
  - 4., [erstmalig:] durchgesehene Auflage, C. H. Beck Paperback, München 2018, ISBN 978-3-406-72316-2. [Paginierung von den bisherigen Ausgaben abweichend.]
- George Grosz. Arche, Zürich, 1961.
- Philosophische Stenogramme. C. H. Beck, München 1965, ISBN 3-406-37231-7.
- Die Toten. Rede über die drei Weltkriege. Pahl-Rugenstein, Köln 1966.
- Nürnberg und Vietnam. Synoptisches Mosaik. Voltaire Flugschrift 6, Voltaire-Verlag, Berlin 1967.
  - Online: Nürnberg und Vietnam. Synoptisches Mosaik.
- Visit beautiful Vietnam. ABC der Aggressionen heute. Pahl-Rugenstein, Köln 1968.
  - Visit Beautiful Vietnam. ABC der Aggressionen (damals wie heute). Erweiterte[31] Neuedition mit einem Nachwort von Bernd Greiner: Die Aktualität von Günther Anders. Hrsg. Gerhard Oberschlick. EVA, Hamburg 2023, ISBN 978-3-86393-161-2.
- Der Blick vom Mond. Reflexionen über Weltraumflüge. C. H. Beck, München 1970, ISBN 3-406-37446-8.
- Eskalation des Verbrechens. Aus einem ABC der amerikanischen Aggression gegen Vietnam. Union, Berlin 1971.
- Endzeit und Zeitenende. Gedanken über die atomare Situation. C. H. Beck, München 1972.
- Die Antiquiertheit des Menschen. Band II: Über die Zerstörung des Lebens im Zeitalter der dritten industriellen Revolution. C. H. Beck, München 1980, ISBN 3-406-47645-7.
  - 4., [erstmalig:] durchgesehene Auflage, C. H. Beck Paperback, München 2018, ISBN 978-3-406-72317-9. [Paginierung von den bisherigen Ausgaben abweichend.]
- Horst-Eberhard Richter, Günther Anders, Hans-Jürgen Wirth: Nach Tschernobyl – regiert wieder das Vergessen? Zeitschrift Psychosozial (Schwerpunktthema), Band 29, Weinheim 1986 (Beltz), ISBN 3-930096-01-3.
- Die atomare Drohung. Radikale Überlegungen zum atomaren Zeitalter. [Fünfte, durch ein Vorwort erweiterte Auflage von Endzeit und Zeitenende] C. H. Beck, München 1981, ISBN 3-406-49449-8.
- Mensch ohne Welt. Schriften zur Kunst und Literatur. [Über Döblin, Kafka, Brecht, Heartfield, Broch und Grosz. Mit einer Einleitung, 13 Abbildungen graphischer Arbeiten und einem Liedtext des Verfassers] C. H. Beck, München 1984, ²1993 (Beck’sche Reihe 1011), ISBN 3-406-37401-8.
- Manfred Bissinger (Hrsg.): Gewalt – ja oder nein. Eine notwendige Diskussion. Knaur TB 3893, 1987, ISBN 3-426-03893-5.
- Alfred J. Noll (Hrsg.): Ungehorsam gegen den Staat. Von Henry David Thoreau, Günther Anders und Alfred J. Noll; mit Tonkassette: Helmut Qualtinger liest Henry David Thoreau. ISBN 3-7046-0174-8.
- Die Welt als Phantom und Matrize. Philosophische Betrachtungen über Rundfunk und Fernsehen. Novalis, Schaffhausen 1990.
  - Erstdruck Die Welt als Phantom und Matrize (I-III). In: Merkur (Stuttgart) Heft 87–89/1955. S. 401–416, 533–549 und 636–652.
  - Wieder in: Die Antiquiertheit des Menschen. Bd. I. C.H. Beck Verlag: München 1956. S. 97–211; Neue Ausgabe 2018, S. 115–237.
- Über philosophische Diktion und das Problem der Popularisierung. Wallstein, Göttingen 1992, ISBN 3-89244-042-5.
  - Mit editorischen Bemerkungen von Gerhard Oberschlick wieder in: Zeitschrift für Kulturphilosophie, Nr. 2020/2, Heft Logos. Meiner, Hamburg 2020, S. 171–190, ISBN 978-3-7873-3927-3.
- Gerhard Oberschlick (Hrsg.): Obdachlose Skulptur. Über Rodin. Übersetzer: Werner Reimann, C. H. Beck, München 1994, ISBN 3-406-37450-6.
  - 2. Ausgabe  (nahezu unverändert): edition pen 137, Löcker, Wien 2019 (recte: 2020), ISBN 978-3-99098-024-8.[32]
- Gerhard Oberschlick (Hrsg.): Über Heidegger. Übersetzer: Werner Reimann, Nachwort: Dieter Thomä, C. H. Beck, München 2001, ISBN 3-406-48259-7.
- Reinhard Ellensohn (Hrsg.): Musikphilosophische Schriften. Texte und Dokumente. C. H. Beck, München 2017, ISBN 978-3-406-70661-5.
- Christian Dries (Hrsg.) unter Mitwirkung von Henrike Gätjens: Die Weltfremdheit des Menschen. Schriften zur philosophischen Anthropologie. C. H. Beck, München 2018, ISBN 978-3-406-72697-2.
- Reinhard Ellensohn und Kerstin Putz (Hrsg.): Schriften zu Kunst und Film. C. H. Beck, München 2020, ISBN 978-3-406-74771-7.
- Der Emigrant. C. H. Beck, München 2021, ISBN 978-3-406-77666-3.[33]
- Die ermordeten Philosophen (1944), Erstveröffentlichung in: Zeitschrift für Kulturphilosophie, Nr. 2022/2, Heft Außenseiter. Meiner, Hamburg Mitte Dezember 2022, S. 163–168. Mit editorischen Bemerkungen von Gerhard Oberschlick, S. 169–173. ISBN 978-3-7873-4369-0.

### Lyrik
- Die Totenpost. Elegien. Hrsg., kommentiert und mit einem Nachwort von Alexander Knopf. Wallstein, Göttingen 2022, ISBN 978-3-8353-5250-6.

### Artikel
- Über die sogenannte Seinsverbundenheit des Bewußtseins. In: Archiv für Sozialwissenschaft und Sozialpolitik 1930
- Une interprétation de l’aposteriori. In: Recherches Philosophiques 1935
- Pathologie de la liberté. In: Recherches Philosophiques 1936
- Über Broch. Der Tod des Vergil und die Diagnose seiner Krankheit. In: Austro-American Tribune 1945
- Nihilismus und Existenz. In: Neue Rundschau (Stockholm) 1946
- On the Pseudo-Concreteness of Heidegger’s Philosophy. In: Philosophy and Phenomenological Research Vol. 3/48 1948
- Reflections on the H-Bomb. In: Dissent 1956
- Vietnam und kein Ende. In: Das Argument (Berlin) 1967
- Tote zum Frühstück. Zur Psychopathologie der Massenmedien und ihrer Konsumenten am Beispiel der Berichterstattung über Vietnam. In: FORVM 1970
- Die Konsequenzen der Konsequenzen. Jedes Kraftwerk ist eine Bombe. In: FORVM 1977
- Die Annahme Ihres Gryphius-Preises kann natürlich nicht in Frage kommen. Günther Anders’ Ablehnungsbescheid. In: Frankfurter Rundschau, 1985
- Warum ich nicht mit Ernst Jünger gemeinsam in einer Zeitschrift erscheinen will. In: Die Zeit 1985
- Die Atomkraft ist die Auslöschung der Zukunft. In: Psychologie heute 1986
- Über Rilke und die deutsche Ideologie (Aus dem Nachlass). In: sans phrase Heft 7, Herbst 2015; ça ira (Freiburg) 2015, S. 109. ISSN 2194-8860
- Über die Esoterik der philosophischen Sprache. Sechster, durchgesehener Druck und drei Erstveröffentlichungen aus dem Nachlass: Nach dem Vortrag. Fortsetzung des Dialogs über Esoterik, Adorno-Gespräch und Letzter Nachtspruch. Mit Materialien und Beiträgen von Konrad Paul Liessmann: Hot Potatos zum Briefwechsel zwischen Anders und Adorno, sowie Gerhard Oberschlick: Editorische Bemerkungen. In: sans phrase Heft 10, Frühjahr 2015; ça ira (Freiburg) 2017, S. 98. ISSN 2194-8860
- Zehn Thesen zur Erziehung heute (Aus dem Nachlass: geschrieben 1947). In: Zwischenwelt. Zeitschrift für Kultur des Exils und des Widerstands, 35. Jahr, Nr. 1–2, Juni 2018, S. 42. ISSN 1606-4321.

### Übersetzungen
- Riwe Kwiatowski, Gebet einer Ghettojüdin. In: Aufbau, 1946
- Seán O’Casey, Der Preispokal. In: Frankfurter Hefte, 1953
- Sean O’Casey, Des Bischofs Freudenfeuer. Ein trauriges Stück im Polkatakt. Dramen der Zeit Band 18, Lechte, Emsdetten 1956 (Alle S. O’C. zusammen mit Elisabeth Freundlich)

### Sammelbände
- Hiroshima ist überall. C. H. Beck, München, 1982, ISBN 3-406-39212-1.
- Das Günther Anders Lesebuch. Hrsg. v. Bernhard Lassahn. Diogenes, Zürich 1984, ISBN 3-257-21232-1; Neuauflage: Die Zerstörung unserer Zukunft. Ein Lesebuch. Diogenes, Zürich 2011, ISBN 978-3-257-24166-2.
- Tagebücher und Gedichte. C. H. Beck, München 1985, ISBN 3-406-30875-9.
- Übertreibungen in Richtung Wahrheit. Stenogramme, Glossen, Aphorismen. Hrsg. und mit einem Vorwort von Ludger Lütkehaus. C. H. Beck, München 2002.
- Tagesnotizen. Aufzeichnungen 1941–1979. Auswahl und Nachwort von Volker Hage. Suhrkamp, Frankfurt am Main 2006.

## Sekundärliteratur
Biografie
- Raimund Bahr (Hrsg.): Günther Anders Leben und Denken im Wort – Biographie. Edition Artscience, Wien-St. Wolfgang 2010, ISBN 978-3-902157-71-3.

Interviews und Gespräche
- Gero von Boehm: Günther Anders. 30. Oktober 1986. Interview in: Begegnungen. Menschenbilder aus drei Jahrzehnten. Collection Rolf Heyne, München 2012, ISBN 978-3-89910-443-1, S. 141–150
- Hellfried Brandl: Günther Anders. Der Philosoph der Apokalypse. Interview in: Begegnungen. Gespräche mit Zeitzeugen. Böhlau, Wien 2012, ISBN 3-205-99375-6, S. 79–94

Einführungen
- Christian Dries: Günther Anders. Fink, München 2009, ISBN 978-3-8252-3257-3, (UTB Profile – UTB 3257).
- Konrad Paul Liessmann: Günther Anders zur Einführung. 1. Auflage. Junius, Hamburg 1988, ISBN 3-88506-843-5, (2. überarbeitete und erweiterte Auflage. ebenda 1993, ISBN 3-88506-891-5).

Zu Leben, Werk und Einzelaspekten
- Gabriele Althaus: Leben zwischen Sein und Nichts. Drei Studien zu Günther Anders. Metropol, Berlin 1989, ISBN 3-926893-78-8.
- Die Antiquiertheit des Menschen – Günther Anders. Mit Beiträgen von Ludger Lütkehaus, Ernst Schraube, Volker Kempf, Christophe David und Dirk Röpcke. Handlung, Kultur, Interpretation. Humanities Online, Frankfurt am Main 2003, (Zeitschrift für Sozial- und Kulturwissenschaften (Themenschwerpunkt) 2, ISSN 0942-8356), ssl.humanities-online.de.
- Heinz Ludwig Arnold (Hrsg.): Günther Anders. Edition Text + Kritik, München 1992, ISBN 3-88377-415-4, (Text + Kritik 115), (mit Bibliographie der Werke von und über G. Anders S. 89–101), etk-muenchen.de.
- Raimund Bahr (Hrsg.): Urlaub vom Nichts. Dokumentation des gleichnamigen Symposiums zum 100. Geburtstag von Günther Anders im Juni 2002 in Wien. Mit Beiträgen von Wolfgang Beck, Konrad Paul Liessmann, Ernst Schraube, Armin Anders, Karin Maire, Wendelin Schmidt-Dengler, Dirk Röpcke und Werner Deutsch. Edition Art & Science, St. Wolfgang 2005, ISBN 3-902157-13-5.
- Max Beck: Günther Anders’ Gelegenheitsphilosophie. Exilerfahrung – Begriff – Form. Mit einem Vorwort von Konrad Paul Liessmann. Klever Verlag, Wien 2017, ISBN 978-3-903110-22-9.
- Christian Dries:
  - Günther Anders und Hannah Arendt – eine Beziehungsskizze. In: Günther Anders: Die Kirschenschlacht [etc.] – siehe oben, Tagebücher und Erinnerungen, 2011.
  - Die Welt als Vernichtungslager. Eine kritische Theorie der Moderne im Anschluss an Günther Anders, Hannah Arendt und Hans Jonas. Bielefeld (transcript) 2012. ISBN 978-3-8376-1949-2.
  - Vita Günther Anders (1902–1992). guenther-anders-gesellschaft.org
  - ad Günther Anders. Exerzitien für die Endzeit, Europäische Verlagsanstalt, Hamburg 2023, ISBN 978-3-86393-155-1.
- Oliver G’schrey: Günther Anders – „Endzeit“-Diskurs und Pessimismus. Junghans, Cuxhaven 1991, ISBN 3-926848-22-7, (Hochschulschriften Philosophie 10), (Zugleich: München, Univ., Diss., 1991).
- Franz Haas: Musikanten im Massengrab. Zum Umgang mit Günther Anders in Italien. In: Sinn und Form 3/1992, S. 486–492.
- Martin A. Hainz: Trojanisches Pferd, Negativ oder: Günther Anders als falscher Feind Paul Celans. In: arcadia 38, 2003, 1, ISSN 0003-7982, S. 66–76.
- Martin A. Hainz: Von der Subtilität des Moralischen – zwei Kantlektüren-Lektüren. In: Wiener Jahrbuch für Philosophie 36, 2004, ISSN 0083-999X, S. 27–38.
- Edouard Jolly: Nihilisme et technique. Etude sur Günther Anders. EuroPhilosophie Editions, coll. „Bibliothèque de philosophie sociale et politique“, Februar 2010.
- Volker Kempf: Günther Anders. Anschlußtheoretiker an Georg Simmel? Lang, Frankfurt am Main u. a. 2000, ISBN 3-631-36021-5, (Europäische Hochschulschriften 22, 345).
- Konrad Paul Liessmann (Hrsg.): Günther Anders kontrovers. Beck, München 1992, ISBN 3-406-34059-8, (Beck’sche Reihe 467), (Beiträge zum Anders-Symposium, Wien 1990).
- Margret Lohmann: Philosophieren in der Endzeit. Zur Gegenwartsanalyse von Günther Anders. Fink, München 1996, ISBN 3-7705-3112-4, (Zugleich: Hamburg, Univ., Diss., 1994).
- Ludger Lütkehaus:
  - Philosophieren nach Hiroshima. Über Günther Anders. Fischer-Taschenbuch-Verlag, Frankfurt am Main 1992, ISBN 3-596-11248-6, (Fischer-Taschenbücher – Philosophie 11248).
  - Schwarze Ontologie. Über Günther Anders. 2. Auflage. zu Klampen, Lüneburg 2002, ISBN 3-934920-17-9, (Neuauflage von: Philosophieren nach Hiroshima. Über Günther Anders. Fischer-Taschenbuch-Verlag, Frankfurt am Main 1992, ISBN 3-596-11248-6).
- Marcel Müller: Von der Weltfremdheit zur Antiquiertheit. Philosophische Anthropologie bei Günther Anders. Tectum-Verlag, Marburg 2012, ISBN 978-3-8288-2885-8
- Sabine Palandt: Die Kunst der Vorausschau. Günther Anders' methodische und psychologische Ansätze zur Technikkritik. Wissenschaft- & Technik-Verlag, Berlin 1999, ISBN 3-89685-313-9, (Zugleich: Hannover, Univ., Diss., 1998).
- Werner Reimann: Verweigerte Versöhnung. Zur Philosophie von Günther Anders. Passagen, Wien 1990, ISBN 3-900767-60-2, (Passagen Philosophie), (Zugleich: Berlin, Freie Univ., Diss., 1990).
- Dirk Röpcke, Raimund Bahr (Hrsg.): Geheimagent der Masseneremiten – Günther Anders. Edition Artscience, Wien-St. Wolfgang 2002, ISBN 978-3-902157-02-7, (Inhaltsübersicht und Rezension Süddeutsche Zeitung).
- Jan-Philipp Schäfer:  Der Mensch als Grenzgänger. Distanz und Nähe in der negativen Anthropologie von Günther Anders. wbg Academic 2019, ISBN 978-3-534-40207-6 (Masterarbeit)
- Thierry Simonelli: Günther Anders. De la désuétude de l’homme. Paris, Éditions du Jasmin, 2004, ISBN 2-912080-77-0, (Désaccords), (Rezension von Angèle Kremer Marietti (Memento vom 13. März 2007 im Internet Archive), Simonelli, un philosophe dans la ville Rezension in der Goosch.lu Nr. 058 – 21.01.2005 (Memento vom 17. März 2008 im Internet Archive), Buchbeschreibung).
- (ita) Alessio Cernicchiaro: Günther Anders. La Cassandra della filosofia. Dall'uomo senza mondo al mondo senza uomo. Petite Plaisance, Pistoia 2014.

Medienpädagogik, Medienphilosophie
- Frank Hartmann: Günther Anders. In: Uwe Sander et al. (Hrsg.): Handbuch Medienpädagogik, Wiesbaden 2008, ISBN 978-3-531-15016-1, S. 211–216.
- Frank Hartmann: Von der Reproduktion zur Simulation. Günther Anders Kulturapokalypse. In: Frank Hartmann: Medienphilosophie. WUV, Wien 2000, ISBN 3-8252-2112-1, S. 213–236.
- Matthias M. Schönberg: Von der Unmöglichkeit einer Orientierung in der „Fernseh- und Internet-Gesellschaft“. Versuch einer Aktualitätsanalyse der medienphilosophischen Reflexionen des Günther Anders. Flensburg 2003, (Flensburg, Univ., Diss., 2003), online (PDF; 2,36 MB).
- Kay-Volker Koschel: Günther Anders. In: Biographisch-Bibliographisches Kirchenlexikon (BBKL). Band 48, Bautz, Nordhausen 2025, ISBN 978-3-689-11017-8, Sp. 17–29 (Artikel/Artikelanfang im Internet-Archive).